# جان رونی (بازیکن فوتبال)
جان رونی (انگلیسی: John Rooney؛ زادهٔ ۱۷ دسامبر ۱۹۹۰) یک بازیکن فوتبال اهل بریتانیا است. همچنین او برادر وین رونی، بازیکن سرشناس فوتبال است.